# Solarina
Solarina es una variedad cultivar de manzano (Malus domestica) Esta manzana es originaria de Asturias y es una de las 76 variedades de manzana que se incluyen en la D.O.P. Sidra de Asturias. Está cultivada en la colección de manzanos asturianos del SERIDA.

## Sinónimos
- "Manzana Solarina".[4][5][6]

## Características
El manzano de la variedad Solarina tiene un vigor de elevado a muy elevado. Silueta de la estructura de ramificación (sistema de formación en eje): 7. Tipo de fructificación: II.
Época de inicio de floración (promedio periodo 2005-2009): Tardío, a principios de la primera decena de mayo; Longitud de sépalos son largos >5 mm.
La variedad de manzana Solarina tiene un fruto de diámetro mediano a grande (76-80 mm), altura 59 mm; relación altura-diámetro de bastante aplanada (0,76-0,85); posición diámetro máximo en el medio; acostillado interior de la cubeta ocular es de fuerte a medio; coronamiento final del cáliz (o perfil de la cubeta) de ondulado a acostillado.
El fruto tiene predominio de forma truncada cónica y algunos globulosa troncónica o globulosa cónica.
Con una longitud del pedúnculo de muy corto (≤10 mm) a corto (11-15 mm); espesor del pedúnculo tiene una medianidad del pedúnculo de profunda a muy profunda; con la anchura de la cubeta peduncular ancha, siendo la relación de la cubeta ocular-cubeta peduncular cilíndrica. Cantidad de "russeting" (pardeamiento áspero superficial que presentan algunas variedades) en la cubeta peduncular es alta a muy alta.
Apertura de ojo es cerrado y algunos algo abierto. Tamaño de ojo de mediano a grande. Profundidad de la cubeta ocular es de profunda, y la anchura de la cubeta ocular es ancha. Coronamiento final del cáliz (perfil cubeta) ligeramente ondulado. y la cantidad de "russeting" en la cubeta ocular de muy
baja a baja.
La textura de la epidermis es cerosa; con estado ceroso de la epidermis fuerte, y la pruina de la epidermis ausente o débil; coloración de fondo amarillo blanquecino y alguno amarillo verdoso; Extensión de color de superficie es de alta a baja: color de superficie de naranja ligeramente marrón
o rosado con estrías rosadas, con una intensidad de color superficial medio, y el tipo del color de superficie son placas continuas con estrías. Siendo la cantidad de "russeting" en los laterales ausente o muy baja a baja.
Densidad de lenticelas son medianamente numerosas; siendo el tamaño de las lenticelas con predominio de pequeñas; aureola sin aureola o con aureola blanca; con el color del núcleo de la lenticela marrón; Color de la pulpa crema y apertura de lóculos (en corte transversal) cerrados y algo abiertos.
Maduración se produce de la segunda a tercera decena de octubre.
Variedad de sabor semi ácido, se utiliza en la producción de sidra.

## Rendimientos de producción
Tiene un rendimiento de producción levado (>35 t/ha) y bastante precoz. Nivel de alternancia elevado.
Tiene una entrada en producción rápida. Alcanza un buen nivel productivo elevado >35 t/ha y bastante precoz. Nivel de alternancia elevado.
Rendimiento en mosto (l/100Producción): 68,5 ± 3,2. Azúcares totales (g/l): 103,3 ± 3,2. Acidez total (g/l H2SO4): 3,9 ± 0,6. pH: 3,5 ± 0,2. Fenoles totales (g/l ac. Tánico): 1,3 ± 0,3. Grupo tecnológico: semi ácido.

## D.O.P.Sidra de Asturias
La Denominación de Origen Protegida (D.O.P.) sidra de Asturias se ha de elaborar exclusivamente con manzanas procedentes de parcelas asturianas inscritas en el “Consejo Regulador de la Denominación de Origen”, que es el organismo oficial que según el artículo 10 del reglamento (CEE 2081/92) acreditado para certificar que una sidra cumpla los requisitos establecidos en su reglamento para ser “Sidra de Asturias”.
En la actualidad (2018) cuenta con 31 lagares, 322 cosecheros y 843 hectáreas registradas y auditadas.

## Sensibilidades
Sensibilidad a hongos:
- Oidio: muy baja
- Momificado: muy baja
- Moteado: muy baja
- Chancro del manzano: baja.[11][7][10]